# Fusil Baker
El fusil Baker (conocido oficialmente como fusil de infantería) fue un fusil de chispa de ánima estriada utilizado por los regimientos de fusileros del ejército británico durante las guerras Napoleónicas. Fue el primer fusil estándar británico empleado por las fuerzas armadas británicas.
El Baker fue producido por primera vez en 1800 por Ezekiel Baker, un maestro armero de Whitechapel. El ejército británico lo empleó hasta finales de la década de 1830.

## Historia y diseño
El Ejército británico había aprendido el valor de los fusiles a partir de su experiencia en la guerra de Independencia de los Estados Unidos. Sin embargo, los fusiles existentes eran considerados demasiado voluminosos, con poca cadencia de disparo, frágiles o costosos para ser puestos en servicio a gran escala más allá de unidades irregulares. Los fusiles habían sido suministrados en cantidades limitadas y se trataba de armas hechas sin ningún patrón preciso, a menudo importados desde Prusia. La guerra contra la Francia revolucionaria tuvo como resultado el empleo de nuevas tácticas, y el Ejército británico respondió, aunque con cierto retraso. Antes de la formación de un Cuerpo Experimental de Fusileros en 1800, la Junta de Armamento británica organizó el 22 de febrero de 1800 una competencia en Woolwich, a fin de seleccionar un modelo estándar de fusil; el fusil diseñado por Ezekiel Baker fue elegido. Durante la competencia, de los doce disparos efectuados, once impactaron en un blanco circular de 1,8 m de diámetro a una distancia de 270 m.
El coronel Coote Manningham, responsable de establecer el Cuerpo de Fusileros, influyó en el diseño inicial del Baker. El primer modelo se asemejaba al mosquete de la infantería británica, pero fue rechazado por ser demasiado pesado. A Baker se le proveyó de un fusil alemán Jäger como ejemplo de lo que se necesitaba. El segundo modelo que presentó tenía un calibre de 19 mm (.75"), el mismo calibre que el mosquete de infantería. Tenía un cañón de 813 mm, con un estriado de ocho ranuras rectangulares; este modelo fue aceptado como el fusil de infantería, pero se hicieron más cambios hasta que finalmente fue puesto en producción. Al tercer y último modelo se le había acortado el cañón de 813 a 762 mm, y reducido el calibre a 16,6 mm, lo que permitió al fusil disparar una bala de carabina calibre 15,87 mm, con un taco engrasado para agarrar las siete ranuras rectangulares del ánima del cañón. El fusil tenía una sencilla alza plegable junto a la llave estándar grande (marcada «Tower» y «G. R.» bajo una corona, aunque los modelos posteriores llevaban el marcaje «Enfield», pero solo entraron en servicio después de Waterloo), con un martillo tipo cuello de cisne, como la llave del 'Brown Bess'. Al igual que los fusiles alemanes Jäger, tenía un guardamonte alargado de bronce para lograr un agarre firme y una carrillera en el lado izquierdo de la culata. Como muchos otros fusiles de la época, tenía un depósito en la culata para almacenar tacos de tela engrasada y herramientas. La tapa del depósito era de latón y tenía bisagras en la parte trasera para poder abrirse hacia arriba. La culata y el guardamano eran de madera de nogal, estando el cañón fijado a estas mediante tres cuñas planas. El fusil también tenía una barra de metal para engarzar y fijar el sable-bayoneta de 609 mm, similar a la del fusil Jäger. El Baker tenía un largo de 1.143 mm, medidos desde la boca del cañón a la cantonera, 305 mm más corto que el mosquete de infantería, y pesaba casi cuatro kilos. Los residuos de pólvora quemada en las estrías del cañón hacían que la recarga del arma fuese más lenta y afectaba a su precisión, por lo que un equipo de limpieza se almacenaba en el depósito de tacos de los Baker; los mosquetes de infantería fueron suministrados sin los equipos de limpieza.

Luego que el Baker entró en servicio, se le hicieron más modificaciones, y se produjeron diferentes variantes del fusil. Se introdujo una versión carabina, más ligera y corta para la caballería, y varias asociaciones de voluntarios compraron sus propios modelos, entre ellos el Cuerpo de Tiradores de Precisión del duque de Cumberland, que ordenó modelos con un cañón de 838 mm, en agosto de 1803. El segundo modelo del fusil Baker fue equipado con una llave Newland, que tenía un martillo con cuello anular plano. En 1806 se produjo el tercer modelo de serie, que incluía guardamontes con empuñadura tipo pistola, y un depósito de tacos más pequeño con un sencillo frente redondeado. La platina era más pequeña, plana, y tenía una cola inclinada hacia abajo, una cazoleta elevada semi-impermeable, un martillo con anillo de montar plano, e incluso tenía un seguro deslizante para el martillo. Con la introducción del Mosquete de Chispa Modelo Terrestre Corto (Short Land Pattern Flintlock Musket; «Brown Bess») con su llave plana y martillo con cuello anular, la llave del Baker siguió este diseño en lo que sería su cuarto modelo. También tenía un "guardamanos ranurado" - éste tenía una ranura de 1/4 de pulgada de ancho en su parte inferior. Esto se hizo luego que Ezekiel Baker vio reportes de baquetas trabadas en el guardamanos tras la acumulación de residuos en el canal de la baqueta y cuando la madera se combaba tras mojarse.
Este fusil es conocido casi exclusivamente como «fusil Baker», pero fue producido por una variedad de fabricantes y subcontratistas desde 1800 a 1837. La mayoría de fusiles producidos entre 1800 y 1815 no fueron fabricados por Ezekiel Baker, sino bajo el sistema de la Torre de Londres, él solamente subcontratando la fabricación de las piezas del fusil a más de 20 armeros británicos. Se reportó que varios fusiles enviados a los inspectores del ejército británico estaban incompletos, al grado de no tener cañón, ya que el fusil había sido enviado a otro contratista para ser terminado. La producción del Baker durante el periodo 1805-1815 fue de apenas 712 fusiles.
El Consejo de Artillería, tanto por voluntad propia y a petición de los oficiales de Infantería, ordenó hacer modificaciones a la producción durante el servicio activo del fusil Baker. Las variantes incluían una carabina con seguro y una baqueta montada en un soporte pivotante, el Fusil de la India Occidental Modelo 1801 (una versión simplificada que no tenía depósito de tacos), el Modelo 1809, calibre.75 (el mismo del mosquete) y el Modelo 1800/15, que fue modificado de lotes existentes para emplear una bayoneta de cubo. La modificación de campo más frecuente fue la culata curvada. Los fusileros desplegados en combate encontraron que la culata no estaba lo suficientemente curvada a la altura de la muñeca como para efectuar disparos precisos, por lo cual fueron curvadas mediante la aplicación de vapor. Como esta técnica produce resultados temporales (que duran aproximadamente 5 años), no se han encontrado ejemplares que tengan esta curvatura.

## Uso

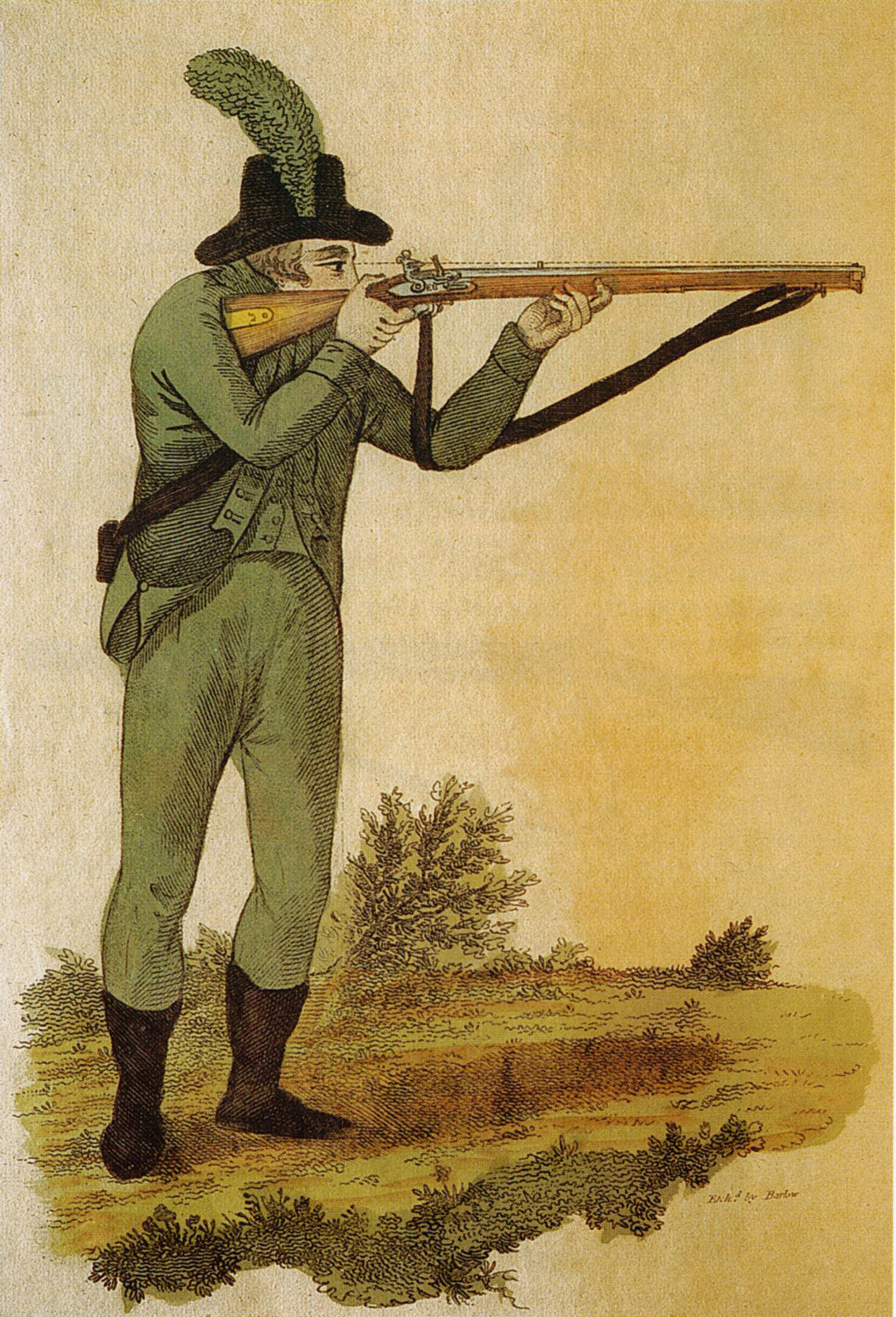
Soldado inglés apuntando con un fusil Baker (grabado de un libro de 1803 del diseñador del fusil, Ezekiel Baker).

Durante las guerras Napoleónicas, se reportó que el Baker era efectivo a largo alcance debido a su precisión y fiabilidad en condiciones de combate. A pesar de sus ventajas, el fusil no reemplazó al mosquete británico estándar de la época, el Brown Bess, pero en cambio fue oficialmente suministrado solamente a regimientos de fusileros. En la práctica, sin embargo, varios regimientos, tales como el 23° Regimiento de a Pie (Royal Welch Fusiliers) y otros, compraron fusiles para algunos de sus soldados en sus compañías ligeras durante la guerra de la Independencia Española. Estas unidades fueron empleadas como un añadido a la habitual práctica de desplegar hostigadores por delante de la columna principal, que eran empleados para debilitar y desorganizar las líneas enemigas que estaban a la espera (los británicos además tenían una compañía ligera en cada batallón que era entrenada y empleada para hostigamiento, pero a sus miembros solamente se les suministraba mosquetes). Con la ventaja del mayor alcance y precisión ofrecidos por el fusil Baker, los muy entrenados hostigadores británicos fueron capaces de derrotar habitualmente a sus contrapartes franceses, así como desorganizar al grueso de la tropa francesa al eliminar suboficiales y oficiales.
El fusil fue empleado por unidades que eran consideradas de elite, tales como el 5° Batallón y las compañías de fusileros del 6° y 7° Batallón del 60° Regimiento de a Pie, que fueron desplegadas alrededor del mundo, los tres batallones del 95° Regimiento de a Pie que sirvieron al mando del duque de Wellington entre 1808 y 1814 en la guerra de la Independencia Española, la guerra anglo-estadounidense de 1812 (3° Batallón/95° (Fusileros), en la batalla de Nueva Orleans) y nuevamente en la batalla de Waterloo en 1815. Los dos batallones de Infantería Ligera de la Legión Alemana del Rey, al igual que los pelotones de tiradores de precisión dentro de las compañías ligeras de los batallones de Línea de la LAR también empleaban el Baker. El fusil además fue suministrado o comprado personalmente por numerosos voluntarios y milicias; estos ejemplares frecuentemente se distinguen del modelo estándar. Algunas variantes incluso fueron utilizadas por unidades de Caballería, entre estas el 10° Regimiento de Húsares. El Baker también fue empleado en Canadá durante la guerra anglo-estadounidense de 1812. Hay registros que indican que el Ejército británico aún suministraba fusiles Baker en 1841, tres años después del cese de su producción.
El Baker fue empleado en varios países durante la primera mitad del siglo XIX; se sabe que las tropas del Ejército Mexicano que participaron en la batalla de El Álamo estaban armadas con fusiles Baker, al igual que con mosquetes Brown Bess. Además fueron suministrados al Reino del Nepal; algunos de estos fusiles fueron sacados de los depósitos del Real Ejército Nepalí en 2004.

## Desempeño

### Cadencia de disparo
El fusil Baker no podía ser recargado por lo general tan rápido como un mosquete (de ánima lisa), debido a que las balas de plomo eran ligeramente inferiores al calibre del cañón y debían envolverse en parches de cuero engrasado, o más comúnmente, tela engrasada, para que se ajustase más estrechamente a los campos de las estrías. Se esperaba que un fusilero fuera capaz de efectuar dos disparos precisos por minuto, en comparación con los cuatro disparos por minuto del mosquete Brown Bess en manos de un soldado bien entrenado. Sin embargo, el tiempo promedio para recargar un fusil depende del nivel de entrenamiento y la experiencia del usuario; veinte segundos (o tres disparos por minuto) es posible para un fusilero competente. Utilizando una carga de pólvora de medida exacta para disparos precisos de largo alcance podría aumentar el tiempo de recarga hasta un minuto. En el transcurso de las guerras napoleónicas, los tiradores utilizaban parches de papel e incluso bolas de fusil sin estos cuando disparaban a toda prisa en la batalla, con un aumento en la velocidad de recarga, pero con menos precisión.
La precisión era mucho más importante que la cadencia de disparo al hostigar. El principal papel del fusilero en el campo de batalla era ponerse a cubierto y hostigar (frecuentemente a los hostigadores enemigos), mientras que sus contrapartes armados con mosquetes en la infantería de línea disparaban en salvas. Esto podía reducir aún más la cadencia de disparo del fusil comparada con la del mosquete durante la batalla.
Una espada corta (730 mm) se engarzaba al lado del cañón, sirviendo como bayoneta. Pero resultó demasiado corta para ser eficaz. Sin embargo los fusileros estaban orgullosos de su «espada» y reaccionaron negativamente a las sugerencias de que se substituyera por una bayoneta estándar.

### Precisión y alcance
Se esperaba que el fusil fuese capaz de alcanzar blancos hasta 183 m (200 yardas) con una alta tasa de acierto. El mosquete era bastante preciso en distancias medias, con una probabilidad de 1 en 3 de impactar un blanco del tamaño de un hombre a 91 m (100 yardas), pero esta precisión se reducía mucho a mayores distancias. Para aumentar las probabilidades de acertar, se disparaban filas de 60 a 80 mosquetes para aumentar las posibilidades de que algunas balas golpearan los objetivos previstos. El fusil Baker era utilizado por hostigadores que actuaban en parejas, haciendo fuego contra el enemigo desde posiciones situadas delante de las líneas principales, o desde posiciones ocultas en las alturas con vista a los campos de batalla.
La precisión del fusil en buenas manos fue demostrada en la célebre acción del fusilero Thomas Plunkett (o Plunket) del 1.er Batallón, 95 Brigada de Fusileros, que disparó contra el general francés Colbert desde una distancia desconocida (hasta 549 m (600 yardas) según algunas fuentes), abatiéndolo durante la batalla de Cacabelos en la retirada a La Coruña en la guerra de la Independencia Española. Luego disparó a uno de los ayudantes del general, con idéntico resultado.
El hecho de que Plunkett y otros fueron capaces de atacar objetivos más allá del alcance efectivo del fusil habla por igual de su puntería y de las capacidades del arma.